# Zastava Dubrovačko-neretvanske županije
Zastava Dubrovačko-neretvanske županije usvojena je 5. ožujka 1996. Zastava Županije je dvobojna, podijeljena vodoravno u dva jednaka dijela: gornja polovica je crvene, a donja bijele boje.
Položaj grba Županije je središnji, a obrubljen je zlatnim rubom. Vodoravno kvadriranje grba preklapa se na vodoravni prijelaz crvene i bijele boje zastave. Grb je u dužini zastave u omjeru 1:5. Omjer širine i dužine zastave je 1:2.